# 팔룡초등학교
팔룡초등학교(八龍初等學校)는 대한민국 경상남도 창원시에 있는 공립 초등학교이다.

## 연혁
- 2023.03.01	2023학년도 12(특수학급 1포함)학급 편성, 유치원 1학급 편성
- 2023.02.10	제43회 졸업(남 20명, 여 23명 계 43명) 졸업생 누계 9,014명
- 2022.02.23	운동장,놀이장,옥상방수 등 학교환경개선사업
- 2022.02.23	위클래스 현대화사업
- 2021.03.12	정책공모사업 "수업혁신전문적학습공동체' 외 6개프로그램 운영
- 2021.03.01	제16대 지영미 교장 부임
- 2020.01.31	교실형 안전체험관(미르안전체험터) 완공
- 2014.03.25	어린이 놀이시설 부대공사 완성
- 1996.03.01	팔룡초등학교로 교명 변경
- 1980.09.16	팔룡국민학교 개교(14학급)